# Annali di Lough Cé
Gli Annali di Lough Cé (anche Annali di Loch Cé) descrivono eventi che riguardano principalmente il Connacht e le regioni vicine e che vanno dal 1014 al 1590. Prendono il nome da Lough Cé, nel regno di Moylurg - ora parte settentrionale della contea di Roscommon - centro del potere del clan MacDermot. Per i secoli più antichi utilizzano gli Annali di Boyle. La parte più ampia degli Annali è attribuita ai membri del clan Ó Duibhgeannáin, con alcune modifiche ed emendamenti del patrocinatore, Brian na Carriag MacDermot, primo MacDermot dei Carrick (morto nel 1592).